# Mike Adamle
Michael David „Mike“ Adamle (* 4. Oktober 1949 in Euclid, Ohio) ist ein US-amerikanischer Sportjournalist und ehemaliger American-Football-Spieler. Er hat einige Jahre die Fernsehserie American Gladiators moderiert. Von Januar bis November 2008 war Adamle als Backstage-Interviewer, Ringkommentator und General Manager bei der größten Wrestling-Promotion World Wrestling Entertainment angestellt.

## Privates
Mike Adamle wuchs in Kent, Ohio auf und erlangte 1967 die Hochschulreife auf der Theodore Roosevelt High School. Danach studierte er an der Northwestern University in Evanston, Illinois. 1999 wurde er in die Kent City Schools Hall of Fame aufgenommen.
Adamle leidet an Epilepsie, was er zunächst verheimlichte, aber später offen damit umging. Für seine Arbeit mit der Epilepsy Foundation, wo er derzeit noch als Mitglied tätig ist, erhielt er 2007 bei dem „Richard N. Rovner Awards Dinner“ den „Personal Achievement Award“ der Epilepsy Foundation.

## National Football League
Mike Adamle spielte in den Jahren 1971 bis 1977 als Runningback in der NFL für die Vereine Kansas City Chiefs, New York Jets und Chicago Bears.

## Sportjournalist
Adamle ist seit über 30 Jahren im amerikanischen Sportfernsehen tätig. Von 1977 bis 1983 arbeitete er bei dem Sportsender NBC Sports, wo er sowohl als Studiokommentator, als auch als Außenreporter bei verschiedenen Veranstaltungen, darunter drei Super Bowls arbeitete. Von 1983 bis 1989 war er schließlich als Sportreporter bei ABC 7 Chicago beschäftigt.

### American Gladiators
Zwischen 1989 und 1994 arbeitete Adamle für ABC Sports und war zusätzlich Co-Moderator der amerikanischen Kult-Fernsehsendung American Gladiators. Er war einmal auch Teilnehmer in einer Folge mit bekannten Persönlichkeiten, die gegen Ende der letzten Staffel ausgestrahlt wurde. Er war außerdem Co-Kommentator des Ablegers „International Gladiators“.
Nachdem American Gladiators geendet hatte, war er als Reporter bei ESPN2 und NBC 5 Chicago tätig.

### Sonstige
Adamle und ein Kollege, der NBC-Sportmoderator Fred Roggin, waren Seitenlinienreporter der einzigen Saison, der durch die WWF veranstalteten Footballliga XFL im Jahr 2001. Er war außerdem als Kommentator bei den Olympischen Sommerspielen 2000 und 2004 tätig.
Im Juli 2006 war Mike Adamle Berichterstatter bei der Built Ford Tough Series der internationalen Bullenreiten-Organisation „Professional Bull Riders“ (PBR).

## World Wrestling Entertainment
Am 25. Januar 2008 feierte Mike Adamle sein Debüt für die WWE als Interviewer beim Royal Rumble 2008, welcher im Madison Square Garden veranstaltet wurde. Danach setzte man ihn in gleicher Rolle bei RAW ein, bis er am 15. April 2008 bei der Wrestling-Show ECW Co-Ringkommentator neben Tazz wurde und Joey Styles ersetzte. Viele bemerkten, dass Adamle während seiner Tätigkeit bei ECW konstant Fehler machte. Paul Heyman, der ehemalige ECW-Besitzer, sowie der ehemalige Wrestler Lance Storm, kritisierten ihn öffentlich.
Am 28. Juli 2008 verkündete Shane McMahon, der Sohn des Eigentümers der WWE, dass Adamle fortan der neue General Manager von RAW sei. Bei RAW am 3. November 2008 erklärte Adamle seinen Rücktritt als General Manager. Danach bat er um seine Vertragsauflösung und verließ die WWE.